# Лижменское
Лижменское — пресноводное озеро на территории Святозерского сельского поселения Пряжинского района Республики Карелии.

## Общие сведения
Площадь озера — 3,8 км², площадь водосборного бассейна — 16,8 км², располагается на высоте 144,0 метра над уровнем моря.
Котловина ледникового происхождения.
Форма озера продолговатая: оно более чем на четыре километра вытянуто с юго-запада на северо-восток. Берега изрезанные, каменисто-песчаные, местами заболоченные.
В озеро впадает ручей. Из северо-восточной оконечности озера вытекает безымянный водоток, впадающий в озеро Пелдожское, из которого берёт начало Святрека, впадающая в реку Шуу.
В озере 16 островов общей площадью 0,07 км², однако их количество может варьироваться в зависимости от уровня воды.
Рыба: ряпушка, щука, плотва, окунь, налим, судак, ёрш.
Вдоль юго-восточного берега озера проходит трасса Р21 («Кола»).
У северо-западной оконечности озера расположена деревня Лижма.
Озеро является источником водоснабжения посёлка Святозеро.
Код объекта в государственном водном реестре — 01040100111102000017303.